# Scaptonyx
Genre
Scaptonyx est un genre de mammifères de la famille des Talpidés (Talpidae). Il ne subsiste qu'une seule espèce actuelle de ce genre : la Taupe à longue queue (Scaptonyx fusicaudus), une autre espèce n'étant connue que par des restes fossiles.

## Classification
Ce genre a été décrit pour la première fois avec l'espèce S. fusicaudus en 1872 par le zoologiste et médecin français Alphonse Milne-Edwards (1835-1900).

## Liste d'espèces

### Espèce actuelle
Selon Mammal Species of the World (version 3, 2005)  (11 mai 2015) et ITIS (11 mai 2015) :
- Scaptonyx fusicaudus Milne-Edwards, 1872 - la Taupe à longue queue

### Espèces décrites
Selon Paleobiology Database (11 mai 2015) :
- † Scaptonyx edwardsi
- Scaptonyx fusicaudus